# Simone Sanna
Pas d'image ? Cliquez ici
Simone Sanna (né le 16 mars 1978 à Florence, en Toscane) est un pilote de Grand Prix moto italien.

## Palmarès
Simone Sanna a couru son premier Grand Prix en 1997, en Italie.

Sa meilleure saison a été celle du Championnat du monde de vitesse moto 2000, au cours de laquelle il a remporté deux Grands Prix et s'est classé sixième dans la catégorie des 125 cm³.
En 2006 et 2007, il a participé au Championnat du monde de Supersport.